# L'Homme au masque de fer (film, 1939)
Cet article concerne le film de James Whale. Pour le film de Randall Wallace, voir L'Homme au masque de fer.
Pour les articles homonymes, voir L'Homme au masque de fer.
L’Homme au masque de fer (The Man in the Iron Mask) est un film américain réalisé par James Whale en 1939.

## Synopsis
En 1638, le roi Louis XIII  est ravi lorsque sa femme lui donne un fils, Louis, l’héritier du trône. Cependant, quelques minutes plus tard, un deuxième fils est né. Colbert, conseiller de confiance du roi, persuade le roi d’envoyer secrètement le deuxième enfant, Philippe, en Gascogne pour être élevé par un ami de sa majesté, d’Artagnan, afin d’éviter une éventuelle guerre civile plus tard. Fouquet, un simple messager du cardinal à l’époque, découvre l’existence du jumeau et l’utilise pour faire avancer sa carrière. Vingt ans plus tard, il est ministre des Finances sous Louis XIV. Le roi est haï par les roturiers pour avoir levé des impôts oppressifs et pour les avoir exécutés pour ne pas les avoir payés.
Fouquet envoie des soldats pour forcer d’Artagnan et ses fidèles à payer les impôts, bien que le vieux roi l’en ait exempté, lui et son village. Ils sont chassés, mais reviennent en beaucoup plus grand nombre et, avec beaucoup de difficulté, capturent d’Artagnan, les trois mousquetaires et Philippe. Louis est sur le point d’ordonner leurs exécutions lorsque Colbert lui parle de l’étrange ressemblance de Philippe avec lui. Comme Louis est au courant d’une tentative d’assassinat qui doit avoir lieu ce jour-là (mais pas où ni quand), il fait passer Philippe pour lui en échange de la vie de ses amis. Philippe ne survit pas seulement à l’embuscade, il fait preuve de miséricorde envers ses assassins potentiels et est acclamé par le peuple. La princesse Marie-Thérèse, que Louis doit épouser pour sceller une alliance avec l’Espagne, trouve ce nouveau Louis beaucoup plus attrayant que le vrai. Cependant, lorsqu’elle découvre que Louis a une liaison avec Mademoiselle de la Vallière elle retourne en Espagne.
Lorsque la vérité est découverte, Louis fait emprisonner Philippe avec un masque de fer placé sur le visage, espérant que la barbe de Philippe poussera à l’intérieur du masque et finira par l’étouffer. Philippe est secouru par les mousquetaires, qui pénètrent par effraction dans la chambre endormie de Louis et l’emprisonnent dans le masque. Les mousquetaires l’entraînent et l’enferment dans la Bastille, où les geôliers le prennent pour Philippe, et le fouettent.
Lorsque Louis parvient à faire passer un message à Fouquet, il est libéré, et une poursuite s’ensuit pour empêcher Philippe d’épouser Marie-Thérèse et de prendre la place de Louis sur le trône. La diligence est repérée par les mousquetaires, qui meurent tous héroïquement, mais Fouquet et le vrai Louis XIV sont également tués lorsque la dilligence sans conducteur plonge d’une falaise. Le mortellement blessé d’Artagnan survit assez longtemps pour s’exclamer « God Save the King ! » au mariage de Philippe, puis tombe mort. Philippe prend finalement le trône.

## Fiche technique
- Titre français : L’Homme au masque de fer
- Titre original : The Man in the Iron Mask
- Réalisateur : James Whale
- Scénario : George Bruce. Il s'agit d'une adaptation très libre du Vicomte de Bragelonne (également connu sous le titre L'Homme au masque de fer) d'Alexandre Dumas, troisième volet de la trilogie des Mousquetaires.
- Photographie : Robert Planck
- Direction artistique : John DuCasse Schulze
- Musique : Lucien Moraweck et Lud Gluskin
- Costumes : William Bridgehouse (crédité Bridgehouse)
- Montage : Grant Whytock
- Producteur : Edward Small, pour sa compagnie "Edward Small Productions"
- Distributeur : United Artists
- Genre : drame historique
- Format : Noir et blanc
- Durée : 107 minutes
- Dates de sorties :
  - États-Unis : 26 juin 1939
  - France : 16 mars 1949

## Distribution
- Louis Hayward : Louis XIV et Philippe de Gascon
- Joan Bennett : Marie-Thérèse d'Autriche
- Warren William : D'Artagnan
- Joseph Schildkraut : le surintendant Fouquet
- Alan Hale : Porthos
- Walter Kingsford : Colbert
- Miles Mander : Aramis
- Bert Roach : Athos
- Howard Brooks : le Cardinal Mazarin
- Montagu Love : l’ambassadeur d'Espagne
- Doris Kenyon : Anne d'Autriche
- Marion Martin : Mlle de La Vallière
- Albert Dekker : Louis XIII
- Nigel De Brulier : le Cardinal de Richelieu
- William Royle : le commandant de La Bastille
- Harry Woods : le premier officier
- Peter Cushing : le second officier / doublure de Louis Hayward (coupé au montage) pour les plans réunissant les deux jumeaux dans un même cadre (non crédité)
- Wyndham Standing : le docteur
- Lane Chandler : le capitaine des gardes de Fouquet
- Emmett King : le chambellan du roi
- Dorothy Vaughan : la sage-femme
- Ian Maclaren (non crédité) : un valet de chambre

## Nominations
Nommé en 1939 pour l'Oscar de la meilleure musique de film. 